# Cryptohelcostizus alamedensis
Cryptohelcostizus alamedensis là một loài tò vò trong họ Ichneumonidae.